# Richard Anderson (cestista 1960)
Richard Andrew Anderson (San Pedro, 19 novembre 1960) è un ex cestista statunitense, professionista nella NBA e in Italia.

## Carriera
Venne selezionato dai San Diego Clippers al secondo giro del Draft NBA 1982 (32ª scelta assoluta).